# Arturo Alessandri Palma
Arturo Fortunato Alessandri Palma (ur. 20 grudnia 1868 w Longaví, zm. 24 sierpnia 1950 w Santiago) – chilijski polityk i prawnik, nosił przydomek: „Lew z Tarapac”. Od 1893 członek Partii Liberalnej, działacz przeciwko rządom José Manuelowi Balmacedzie Fernándezowi (prezydentowi w latach 1886–1891), 1897-1915 deputowany z okręgu Ciricón, 1898 minister robót publicznych, 1913 minister finansów, 1918 minister spraw wewnętrznych, 1920-1924 prezydent Chile, ustąpił w wyniku zamachu stanu, 1925 prezydent po raz drugi dzięki kolejnemu przewrotowi, wprowadził nową konstytucję, ponownie zmuszony do rezygnacji, 1932-1938 ponownie prezydent, od 1944 senator.
Podczas drugiej kadencji jego prezydentury rozpoczął się okres konstytucyjnej stablilizacji kraju.
Jego synem był Jorge Alessandri, także prezydent Chile.